# Лукашук Андрій Степанович
Андрі́й Степа́нович Лукашу́к (нар. 21 січня 1986 — пом. 1 вересня 2014) — солдат Збройних сил України, учасник російсько-української війни.

## Життєпис
Народився 1986 року в селі Преображенка (Чаплинський район, Херсонська область). Проживав у місті Київ. Шкільні роки пройшли у селі Курівка Хмельницької області — там проживає його мама. Під час строкової служби служив у караулі Президента. По тому працював на київському підприємстві ПАТ завод ЗБК «Бетон Ковальської».
19 червня 2014 року мобілізований Святошинським військкоматом, солдат, механік-водій танкового батальйону 30-ї окремої механізованої бригади.
Загинув близько 5-ї години ранку 1 вересня внаслідок численних кульових поранень, яких зазнав у бою. Тоді ж поліг лейтенант Олександр Марчук.
Без Андрія лишились мама Марія, дружина і двоє синів, Ілля та Данило — 2009 та 2013 року народження.
Похований 6 вересня 2014-го в селі Курівка.

## Нагороди та вшанування
За особисту мужність і героїзм, виявлені у захисті державного суверенітету та територіальної цілісності України, вірність військовій присязі під час російсько-української війни, відзначений — нагороджений
- 15 травня 2015 року — орденом «За мужність» III ступеня (посмертно)[2]
- Його портрет розміщений на меморіалі «Стіна пам'яті полеглих за Україну» у Києві: секція 4, ряд 6, місце 9
- 1 вересня 2015 року в селі Курівка на будівлі загальноосвітньої школи йому відкрито меморіальну дошку.